# Idaea holliata
Idaea holliata är en fjärilsart som beskrevs av Homberg 1909. Idaea holliata ingår i släktet Idaea och familjen mätare. Inga underarter finns listade i Catalogue of Life.